# Cidofovir
Cidofovir é um fármaco antiviral utilizado na retinite por citomegalovírus humano em paciente com AIDS.